# Chiesina Uzzanese
Chiesina Uzzanese település Olaszországban, Toszkána régióban, Pistoia megyében. Lakosainak száma 4494 fő (2023. január 1.). Chiesina Uzzanese Altopascio, Buggiano, Fucecchio, Montecarlo, Pescia, Ponte Buggianese és Uzzano községekkel határos.

## Népesség
A település lakossága az elmúlt években az alábbi módon változott:
| Lakosok száma | 4581 | 4558 | 4494 |
|               | 2017 | 2018 | 2023 |